# La Bonne Bergère et la Méchante Princesse
La Bonne Bergère et la Méchante Princesse és un curtmetratge mut francès de 1908 acreditat a Georges Méliès. Va ser estrenat per la Star Film Company de Méliès i està numerat entre 1429 i 1441 als seus catàlegs.
Una guia del Centre National de la Cinématographie de les pel·lícules de Méliès, que analitza l'estil de la pel·lícula, conclou que probablement no va ser dirigida per Méliès sinó per un empleat seu, un actor-director conegut com Manuel. Els efectes especialss de la pel·lícula són treballats per maquinària escènica, pirotècnia, escamoteig i fosa. La pel·lícula es va rodar en part en un dels estudis de vidre de Méliès a Montreuil-sous-Bois, i en part a l'aire lliure, al jardí de la família de Méliès. propietat al costat dels estudis.
Només se sap que existeix una impressió incompleta de la pel·lícula; la resta es suposa perduda.